# Maurício nos Jogos Olímpicos de Verão de 1992
As ilhas Maurício (português brasileiro) ou Maurícia (português europeu) competiram nos Jogos Olímpicos de Verão de 1992, em Barcelona, Espanha.

## Resultados por Evento

### Atletismo
110m com barreiras masculino
- Judex Lefou
  - Eliminatórias — 14.45 (→ não avançou)

Salto em altura masculino
- Khemraj Naïko

Salto com vara masculino
- Kersley Gardenne

### Badminton
Individual masculino
- Édouard Clarisse

Individual feminino
- Martine de Souza
- Vandanah Seesurun

Duplas femininas
- Martine de Souza e Vandanah Seesurun

### Natação
200m livre masculino
- Benoît Fleurot

400m livre masculino
- Benoît Fleurot

1.500m livre masculino
- Benoît Fleurot

100m peito masculino
- Bernard Desmarais

200m peito masculino
- Bernard Desmarais

200m borboleta masculino
- Benoît Fleurot

100m livre feminino'
- Corinne Leclair

200m livre feminino
- Corinne Leclair

400m livre feminino
- Corinne Leclair

Revezamento 4x100m livre feminino
- Corinne Leclair, Luanne Maurice, Annabelle Mariejeanne, e  Nathalie Lam

### Vela
Classe Lechner feminina)
- Marie Menage
  - Classificação Final — 261.0 points (→ 23º lugar)